# 金正勲 (文学者)
金 正勲（キム・ジョンフン）1962年、韓国生まれ。1985年、韓国・朝鮮大学校国語国文学科を卒業後、軍楽隊に入隊。1988年、軍除隊後、日本に留学。1989年より関西学院大学大学院文学研究科で学び、92年、修士学位取得。引き続き同大学院同科で学び、2001年、博士学位取得。
韓国の視点から日本近代文学（主な研究対象は夏目漱石、松田解子）を読むことに励んでおり、韓日比較文化論やプロレタリア文学にも興味がある。さらに文学の社会的役割を意識しつつ韓日文化の掛け橋になる活動に専念している。中央大学政策文化総合研究所の客員研究員歴任。最近韓国の抵抗詩を日本に紹介することも手掛けている。
ハングル版『明暗』（漱石）の翻訳者で、現在、全南科学大学校副教授。

## 著書
- 『夏目漱石文学研究』（19人で共著、J＆C、2001）
- 『漱石 男の言草 ・女の仕草』（和泉書院、2002）
- 『韓国語リスニング』（共著、三修社、2006）
- 『漱石と朝鮮』（中央大学出版部、2010）
- 『韓・日同時出版記念選集　文炳蘭詩選集』（二人で編著、日月書閣、2017）
- 『戦争と文学　韓国から考える』（かんよう出版、2019）
- 『朝鮮の抵抗詩人　東アジアから考える』（編著。明石書店、2023）

## 訳書
- 『私の個人主義 他』（チェク世上、2004）
- 『明暗』（汎友社、2005）
- 『海峡の両側から靖国を考える（海峡の両側から靖国を考える）』（３人で共訳、学士院、2007）
- 『戦争と文学 - いま、小林多喜二を読む -』（J&C、2007）
- 『地底の人々』（汎友社、2011）
- 『新美南吉童話選』（KDbooks、2015）
- 『花岡事件回顧文』（ソミョン出版、2015）
- 『文炳蘭詩集　織女へ・一九八〇年五月光州 ほか』（二人で共訳、風媒社、2017）
- 『金準泰詩集　光州へ行く道』（風媒社、2018）
- 『松田解子: 写真で見る愛と闘いの99年』（ソミョン出版、2019）
- 『人間の砦』（ソミョン出版、2020）
- 『松田解子詩集　朝鮮乙女のおどり』（汎友社、2021）
- 『ひとつの星を歌おう　朝鮮詩人 独立と抵抗のうた』（編訳、風媒社、2021）
- 『民族抵抗詩人の東アジア的アプローチ』（編訳、ソンミョン出版、2022）